# Lengyel Ernő
Lengyel Ernő, 1904-ig Lőwy (Temesvár, 1885. június 29. – ? , 1944. november) publicista.

## Életútja
Lőwy Mór temesvári főrabbi, teológiai író és Perls Hermina fia. Középiskoláit a temesvári reáliskolában, egyetemi tanulmányait Kolozsvárott és Budapesten végezte. Újságírói pályáját a Kolozsvári Hírlapnál kezdte,. A jogi doktorátus megszerzése után 1911-től a budapesti A Hét főmunkatársa lett, majd a Pesti Naplóba írt vezércikkeket, ezután a Pesti Napló és Az Est belső munkatársa volt. Az Egyenlőségbe és Az Újságba is írt. Vezércikkei és tanulmányai magas színvonalon mozogtak és az intranzigens liberalizmus álláspontjából foglalkoztak a napi politika eseményeivel. 1939-ig volt az Est-lapok publicistája, ezután Az Újság és a Magyar Zsidók Lapja munkatársa lett. 1944. november 25-én a nyilasok elhurcolták.

## Fontosabb művei
- A vidéki sajtó szociológiájához (tanulmány, Budapest, 1910)
- A koalíció története (tanulmány, évszám nélkül)
- Császárparádé (történelmi dráma, Nemzeti Színház, 1935)